# Microtus montanus
Microtus montanus är en däggdjursart som först beskrevs av Titian Peale 1848.  Microtus montanus ingår i släktet åkersorkar och familjen hamsterartade gnagare. IUCN kategoriserar arten globalt som livskraftig. Inga underarter finns listade i Catalogue of Life.

## Utseende
Arten blir med svans 120 till 165 mm lång, svanslängden är 29 till 51 mm och vikten är 22 till 45 g. Sorken har 15 till 22 mm långa bakfötter och 9 till 15 mm långa öron. Microtus montanus växer hela tiden tills den dör. Pälsen på ovansidan har en spräcklig gulbrun färg. Den bildas av gråaktig underull samt av täckhår som är grå vid roten, ljusbrun till gul i mitten samt mörkare brun eller svart vid spetsen. Undersidans hår är likaså grå vid roten samt ljusgrå eller vit vid spetsen. Övergången mellan dessa två färger är stegvis. Dessutom är svansen uppdelad i en mörkgrå ovansida och en ljusgrå till vit undersida. Allmänt är sydliga populationer mörkare än nordliga. Pälsen byts två gånger per år under senare våren eller tidiga sommaren samt under hösten. Tandformeln är I 1/1 C 0/0 P 0/0 M 3/3, alltså 16 tänder. Hos denna sork förekommer körtlar vid höften men hos hannar är de större än hos honor. Dessutom finns körtlar vid munnen, på bröstet, vid fötterna och vid anusen. Med körtelvätskan markeras reviret.

## Utbredning och habitat
Denna sork förekommer i västra USA och i södra British Columbia (Kanada). Den lever på bergsängar samt i andra områden med gräs som strandlinjer, fältkanter och betesmarker.

## Ekologi
Individerna lever i underjordiska bon. De äter olika växtdelar som gräs, halvgräs, örter, blad från buskar och rötter. Arten håller ingen vinterdvala. Honor kan ha två eller tre kullar mellan april och oktober. Per kull föds cirka 6 ungar. Honor som föds under våren kan ha en egen kull under hösten.
Sorken kan vara aktiv på dagen och på natten men den har ingen förmåga att uthärda temperaturer större än 31 °C. Vid dessa väderförhållanden måste den hitta ett kyligt gömställe, annars dör den. Under vintern ligger boet i snötäcket.
Microtus montanus jagas bland annat av ugglor, falkfåglar, grävlingar, rävar och prärievargar.